# Schandkooi

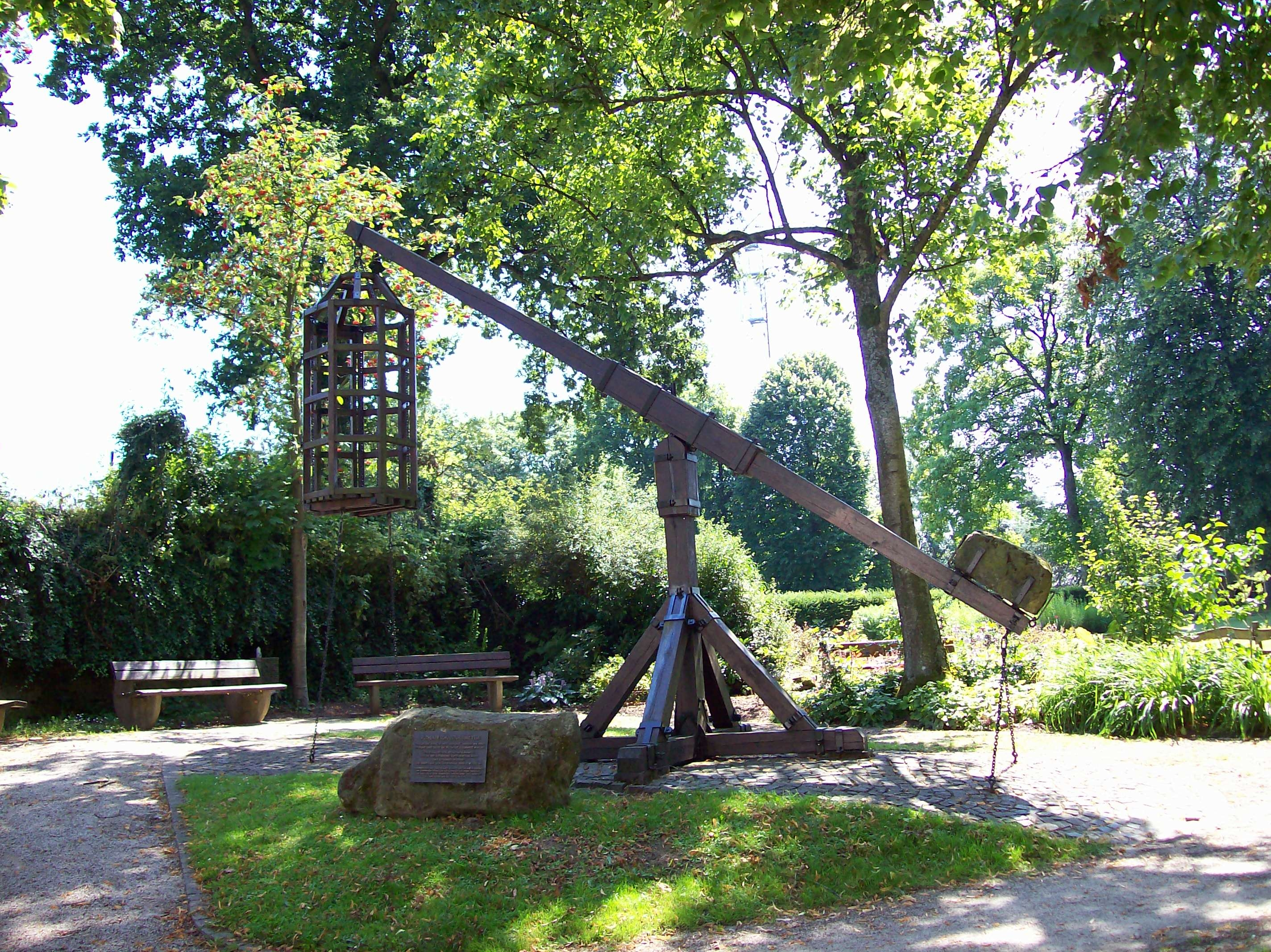
Een schandkooi in Rüthen

Een schandkooi of schandkorf was een laatmiddeleeuws en vroegmodern strafwerktuig waarmee een onterende straf werd voltrokken.
Het was een kooi waarin een veroordeelde persoon, meestal vrouwen die bijvoorbeeld overspel hadden gepleegd, werd opgesloten en opgehesen, om te kijk te worden gezet, meestal op het dorps- of stadsplein. Dorpelingen of stedelingen smeten vaak afval, groenten of stenen naar de gevangene, waardoor deze verwondingen kon oplopen. Als dusdanig was de schandkooi verwant aan de schandpaal.